# Qviding FIF
Qviding Fräntorps IF, förkortat Qviding FIF, är en fotbollsklubb från östra Göteborg. Klubben bildades 1987 genom sammanslagning av BK Qviding (bildad 1952) och Fräntorps IF (bildad 1938). Torpavallen var klubbens hemmaplan fram till 2008, då den revs. Ny hemmaplan blev Valhalla IP. Klubbens ungdomslag spelar på fotbollsanläggningen vid Härlanda Park, som invigdes 2013 och ligger vid gamla Härlanda fängelse. Föreningen är känd i området främst för sin utveckling av unga ledare och spelare. Föreningen är även, som en av de första idrottsföreningarna i Sverige, HBTQ-certifierad och blev bland annat för detta utnämnd till Årets förening på Eldsjälsgalan 2023.
Klubben tog sitt namn efter Qvidingsgatan i stadsdelen Kålltorp, där kompisgänget som grundade klubben bodde. Gatan fick i sin tur namnet efter buntmakaren Lars Quiding.
2007 tilldelades klubben Gunnar Nordahl-stipendiet på 15 000 kronor ur Gunnar Nordahls minnesfond, som årligen utdelas till en person eller klubb som anses ha främjat ungdomsfotbollen i Sverige.

## Historia

### 2000-talet
2005 vann Qvidings herrlag Division II Västra Götaland hela åtta poäng före FC Trollhättan, vilket innebar att laget fick spela kval till Superettan. Qviding inledde kvalspelet med att besegra Syrianska FC borta på Södertälje IP med 2–0. Visserligen vann Syrianska returmatchen på Torpavallen (inför rekordpubliken 2 350 åskådare) med 2–1 men Qviding kvalificerade sig för Superettan 2006 via 3–2 sammanlagt.
2006 spelade Qviding i Superettan för första gången, med 15 egna produkter i truppen. Debutåret blev dock tungt. Qviding stod tillsammans med Umeå FC i klass för sig i botten och var aldrig nära att klara nytt kontrakt. Sejouren i divisionen under blev sedan endast ettårig eftersom Qviding vann Division 1 Södra 2007 tämligen enkelt, varigenom klubben kvalificerade sig för spel i Superettan 2008.
Inför säsongen 2008 lämnade Qviding sin hemmaplan Torpavallen i Kålltorp, i östra Göteborg, och spelade istället sina hemmamatcher på centralt belägna Valhalla IP, som de under säsongen delade med serierivalen Örgryte IS, vilket för laget innebar spel på konstgräs istället för en sluttande naturgräsplan.
Säsongen 2008 blev Qvidings bästa hittills och slutade med en tionde plats i Superettan efter bland annat seger mot blivande seriesegraren Örgryte IS. Säsongen 2009 tvingades laget dock lämna Superettan. Den 11 februari 2011 blev Qviding uppflyttade till Superettan igen efter att Örgryte Fotboll AB begärdes i konkurs vilket medförde att Örgryte IS flyttades ner till Division 1 södra. Qviding fick i egenskap av bästa tvåa i Division 1 södra 2010 ersätta Örgryte IS i Superettan 2011. En sammanslagning av Örgryte IS och Qviding hade diskuterats men föll bland annat på frågan om vilket namn den sammanslagna föreningen skulle ha. Säsongen 2011 blev dock en besvikelse, då man åkte ur serien med endast en vinst och totalt 11 poäng på trettio matcher. Samtidigt förlorade man många av matcherna med uddamålet.
2012–2017 spelade klubben i Division 1 södra, där man aldrig slutade bättre än åtta i serien. 2017 åkte laget ur, och blev dessutom tvångsdegraderat till Division 3 då man genomgick en rekonstruktion. Efter två raka seriesegrar spelade laget återigen i Ettan (tidigare Division 1) 2020–2022. Sedan 2023 spelar laget i Division 2.

## Spelare i urval
- Arash Bayat
- Dan Corneliusson
- Andreas Holmberg
- Fredrik Holmberg
- Alexander Jeremejeff
- Tobias Sana
- Hannes Stiller
- Patrik Wålemark
- Jonathan Rasheed
- David Boo Wiklander
- Daniel Hermansson
- Julius Lindberg
- Fredrik Martinsson